# Южное (Шербакульский район)
Ю́жное — деревня в Шербакульском районе Омской области России. Входит в состав Борисовского сельского поселения.

## География
Деревня находится в юго-западной части Омской области, в пределах Ишимской равнины, на расстоянии примерно 6 км (по прямой) к юго-востоку от рабочего посёлка Шербакуль, административного центра района. Абсолютная высота — 108 м над уровнем моря.

### Часовой пояс
Деревня Южное, как и вся Омская область, находится в часовой зоне МСК+3. Смещение применяемого времени относительно UTC составляет +6:00.

## Население
| 2010 |
| ---- |
| 32   |

### Гендерный состав
По данным Всероссийской переписи населения 2010 года, в гендерной структуре населения мужчины составляли 43,8 %, женщины — соответственно 56,2 %).

### Национальный состав
Согласно результатам переписи 2002 года, в национальной структуре населения русские составляли 50 %.

## Улицы
- ул. Центральная,
- ул. Школьная,
- ул. Южная[6].